# جون دبليو. ميتشيل
جون دبليو. ميتشيل (بالإنجليزية: John Mitchell)‏ هو عسكري أمريكي، ولد في 14 يوليو 1915 في Enid, Mississippi ‏ في الولايات المتحدة، وتوفي بنفس المكان في 15 نوفمبر 1995.